# Кунделунгу (национальный парк)
Кунделунгу (фр. Parc national de Kundelungu) — национальный парк Демократической Республики Конго, расположенный в провинции Верхняя Катанга. Он был основан в 1970 году. Площадь его составляет примерно 7600 квадратных километров (1900000 акров). В парке находится водопад Лофои, который высотой 340 метров (один из крупнейших в Центральной Африке).
Экосистема представляет собой в основном травянистую саванну на обширных степях, усеянную лесами, что характерно для Катанги. В парке обитают антилопы, шакалы, дикобразы, бородавочники, змеи, обезьяны, буйволы, гиппопотамы и виды птиц, включая цапель, аистов марабу и пеликанов.
Кунделунгу является парком категории II МСОП.

## История
В январе 2023 года Вооруженные силы Демократической Республики Конго начали операцию против повстанцев Май-Май Ката Катанга, скрывавшихся в национальных парках Упемба и Кунделунгу.